# Кидрич, Франце
Франце Кидрич (словен. France Kidrič; 23 марта 1880, Ратанска Вас, Австро-Венгрия (ныне община Рогашка-Слатина, Словении) — 11 апреля 1950, Любляна, Социалистическая Республика Словения) — словенский историк литературы, литературовед, прешерновед, теоретик и эссеист, педагог. Ректор Люблянского университета. Доктор философских наук. Профессор. Академик. Председатель Словенской академии наук и искусств (1945—1950).

## Биография
До 1906 года изучал славистику и философию в Венском университете, там же защитил докторскую диссертацию. С 1908 года работал библиотекарем.
Занимался историей литературы. В 1919 году Кидрич начал дискуссию о работе П. Трубара «Церковь Орднинга» (Cerkovna ordninga), в которой автор поднял вопросы о евангельском учении и христианской церкви.
До начала Первой мировой войны Кидрич жил и работал в Вене. C 1910 года читал лекции по славистике в Венском университете.
В 1920 году Кидрич вернулся в Словению, где начал работу в качестве профессора древней словенской литературы в Люблянском университете. С 1925 года читал также лекции по сравнительной литературе. Трижды был деканом философского факультета, в 1923/24 г. — ректор Университета Любляны.
В 1921 году стал одним из основателей Научного гуманитарного общества в Любляне, а в 1938 году — Словенской академии наук и искусств.
Во время Второй мировой войны Кидрич был одним из организаторов в университете ячейки Освободительного фронта Словении, за что подвергался преследованиям, сидел в тюрьмах. Преследования вынудили его покинуть страну. После окончания войны вернулся в Любляну.
В 1945—1950 — президент Словенской академии наук и искусств.

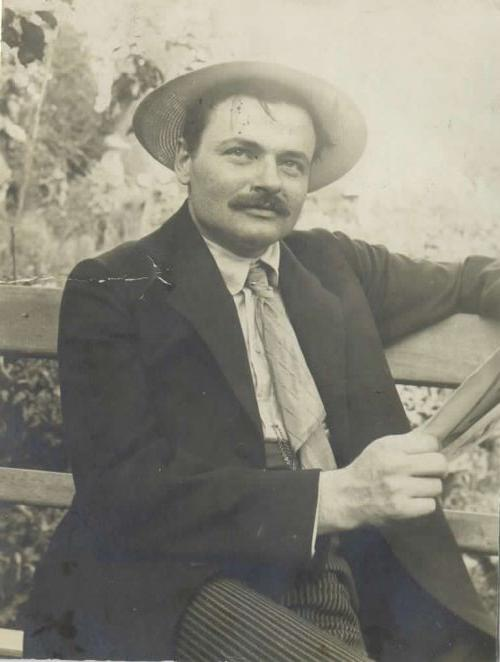
Франце Кидрич (1910-е)

Действительный член Сербской академии наук и искусств (с 1947). В 1948 году из-за болезни отставил преподавательскую деятельность.
Работал директором Института литературы при академии (ныне — Институт словенской литературы, словен. Inštitut za slovensko literaturo in literarne vede).
Похоронен на кладбище Жале (Любляна).
Сын — крупный государственный деятель Югославии Борис Кидрич (1912—1953).

## Научная деятельность
Занимался изучением древней словенской литературы и поэзии Франце Прешерна и Станко Враза, а также историей словенского протестантизма. Его работа отличалась лаконичностью и хорошим знанием зарубежных источников.
Франце Кидрич считается первым прешерноведом Словении, одним из основателей научной истории литературы в стране, концептуально и методологически повлиял на многие поколения студентов и специалистов, создатель научной школы.
Автор около 400 статей, в основном, в области художественного и научного творчества в Словении.

## Награды
- Премия имени Франце Прешерна (1950)

## Избранная библиография

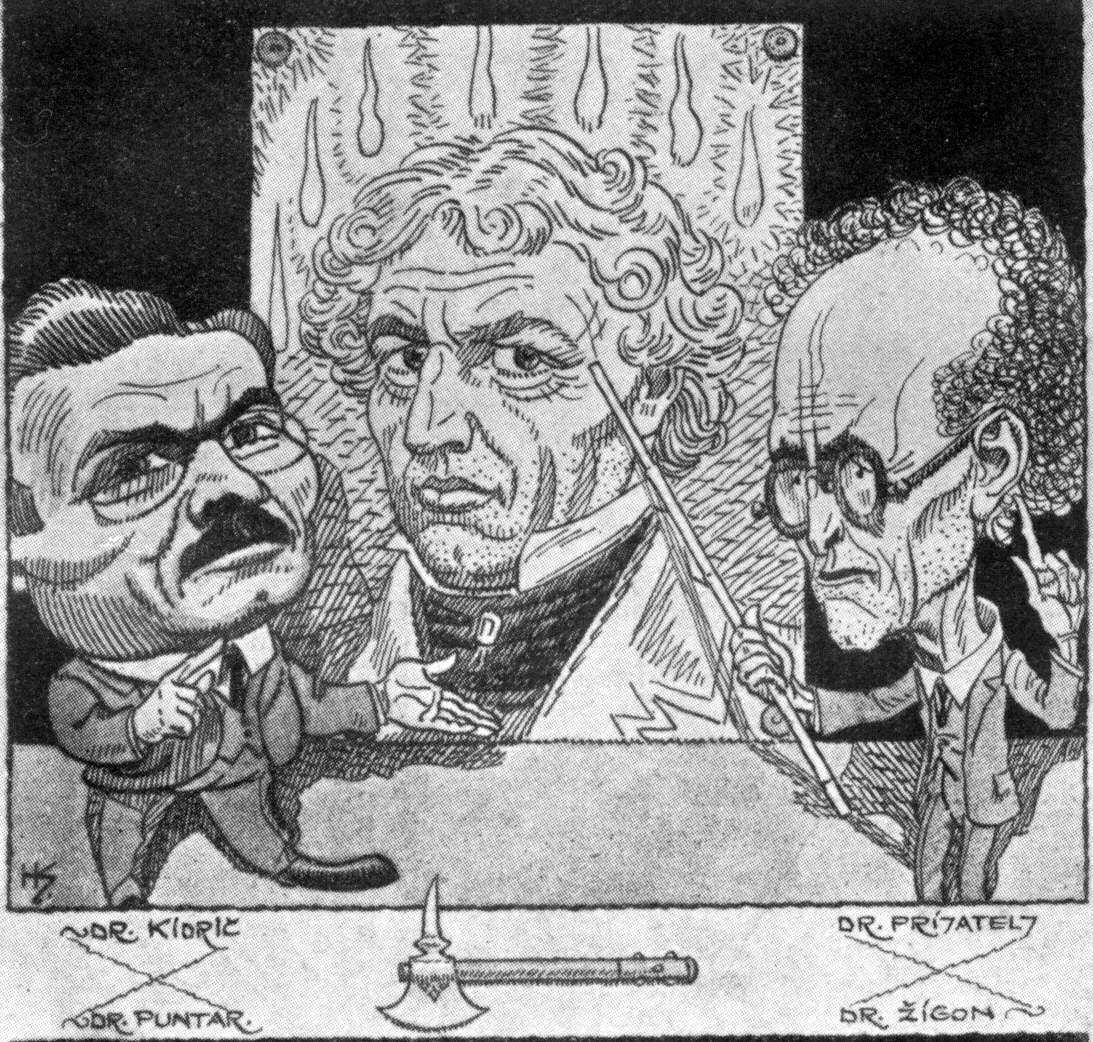
Прешерноведы Франце Кидрич (слева) и Иван Приятель (справа). Карикатура Хинко Смрекара (1926)

- Revizija glagolskih cerkvenih knjig (1906)
- Die protestanische Kirchenordnung der Slovenen im 16. Jahrhundert (1919)
- Zgodovina slovenskega slovstva od začetkov do Zoisove smrti (1938)
- Bibliografski uvod v zgodovino reformacijske književnosti (1927)
- Zgodovina slovenskega slovstva (в 4 т., 1929—1938)
- Dobrovský in slovenski preporod njegove dobe (1930)
- Korespondenca Janeza Nepomuka Primca (1934)
- Prešeren I. Pesnitve — pisma (1936)
- Prešeren 1800—1838. Življenje pesnika in pesmi (1938)
- Zoisova korespondenca I—II (1939—1941)
- Korytkova smrt in ostalina (1947)
- Prešernov album (1950)
- Darko Dolinar, ur. Izbrani spisi (в 3 т.)